# Georg Hagel

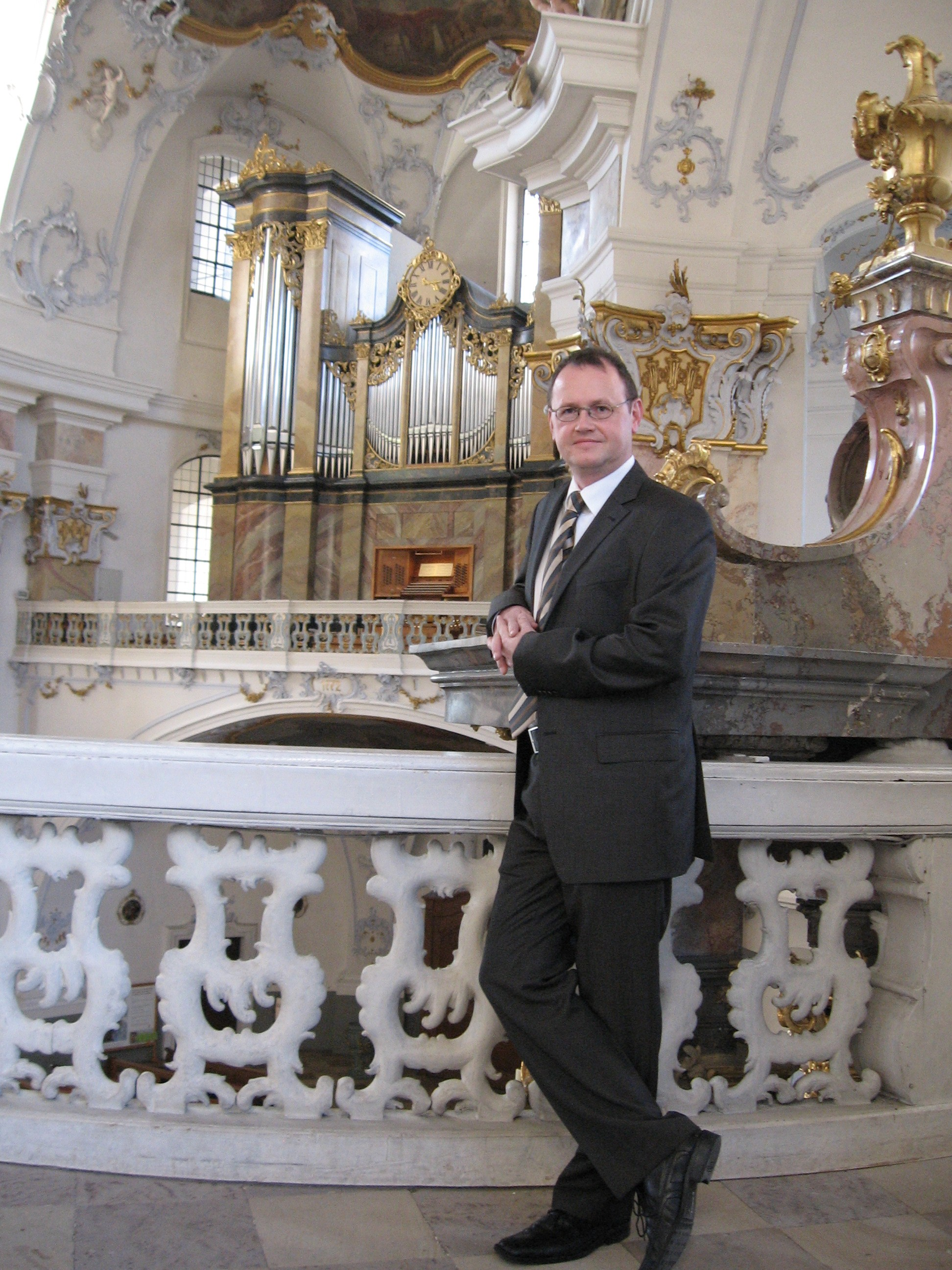
Georg Hagel

Georg Hagel (* 1968 in Bamberg) ist ein deutscher Organist, Regionalkantor und Orgelkünstler.

## Leben und Wirken
Er war während seiner Schulzeit Mitglied im Domchor seiner Heimatstadt und 1985 bis 1987 Assistent des damaligen Domorganisten Wolfgang Wünsch. 1987 spielte er als Abiturient bei der Bischofsweihe von Werner Radspieler an der Rieger-Orgel im Bamberger Dom.
An der Hochschule für Musik Mozarteum in Salzburg studierte er katholische Kirchenmusik sowie das Konzertfach Orgel bei den Professoren Edgar Krapp und Heribert Metzger. Hagel schloss sein Studium mit dem A-Examen, dem Grad eines Magister Artium und dem Solistendiplom für Orgel ab. Das Österreichische Bundesministerium für Kunst und Kultur verlieh ihm als Jahrgangsbestem einen Förderpreis.
Er vervollständigte seine Ausbildung durch Privatstudien bei Guy Bovet, Jean Guillou, Olivier Latry, Lionel Rogg, Daniel Roth und Gillian Weir. Künstlerische Anregungen vermittelte ihm unter anderem Olivier Messiaen.
Kurz vor Weihnachten 1990 stand Vierzehnheiligen ohne Organisten da, worauf Hagel kurzfristig einsprang. 1991 wurde er, noch als Student mit 23 Jahren, offiziell Organist der Basilika Vierzehnheiligen, wo er regelmäßig ebenso Konzerte organisiert. Hagel ist einer von acht Regionalkantoren im Erzbistum Bamberg.
1998 verabschiedete er die alte Bittner/Steinmeyer-Orgel der Basilika und spielt seit 1999 an der neuen Rieger-Orgel, zu deren Bau und aufwändiger Planung er mit großem Engagement beigetragen hat. Auf Konzertreisen gelangte er ins europäische Ausland, nach Japan und in die USA.

## Diskografie
- Magnificat. Chor- und Orgelmusik des Barock in Banz und Bamberg. Musica Canterey, Georg Hagel Orgel. Verlag Fränkischer Tag 1994.
- Orgelmusik aus der Basilika Vierzehnheiligen. (Audio-CD, Organum 2002), demonstriert die Vielfältigkeit der Rieger-Orgel (Inhalt: J. S. Bach: Dorische Toccata und Fuge BWV 538; Choralvorspiel Nun danket alle Gott BWV 657; Louis Vierne: Berceuse A-Dur aus op. 31; Toccata b-Moll aus op. 51; Pierre Cochereau: Berceuse a la memoire de Louis Vierne; Olivier Messiaen: L’Ascension).
- Scherzando. Werke von Bach, Vierne, Cochereau und Messiaen. Saseler, OGM 210 058 (Rieger-Orgel Vierzehnheiligen).
- Josef Gabriel Rheinberger – Messen für Frauenchor. Mädchenkantorei am Bamberger Dom, Georg Hagel Orgel, Ltg. Werner Pees; BRMedia/BR-Klassik 2010.

## Publikationen
- Beitrag in: Die Orgel der Basilika Vierzehnheiligen. Bornschlegel, Staffelstein 1999, ISBN 3980463052
- Denkmal-Orgeln im Erzbistum Bamberg – eine Orgelreise in: Stationen der Kirchenmusik im Erzbistum Bamberg, Bamberg 2007, S. 96–109.
- Altes und Neues vereinen. Die neue Hauptorgel der Wallfahrtsbasilika Vierzehnheiligen am Obermain. In: Musica sacra 131. Jg. Heft 5, Kassel 2011, ISSN 0179-356X. S. 327–328.

## Auszeichnungen
- 2007 Kulturpreis der Oberfrankenstiftung.[2]